# Mercedes-Benz Citan
La Mercedes-Benz Citan (conocida internamente como W415), es un vehículo industrial ligero de Mercedes-Benz, dentro del segmento Small-Vans. Fue presentada al mercado en octubre de 2012, sustituyendo a las Mercedes-Benz Vaneo. Es una concesión de carrocería de la Renault Kangoo.

## Producción
La Citan, conocida internamente como W415, es producto de la asociación entre Daimler y la alianza Renault-Nissan, fabricada por MCA de Renault en el norte de Francia, en Maubeuge, sobre la base de la Renault Kangoo.
Los distintos modelos de la Citan iban dedicados a mercados como utilitario y vehículo comercial ligero. La Citan es la primera Mercedes-Benz desarrollada como vehículo comercial ligero, después de la Vito en 1995. Daimler dice que el sector de vehículos utilitarios es el que más crece en la zona europea, con 700.000 ventas anuales.
2.ª generación (2022-presente) 

### Carrocerías

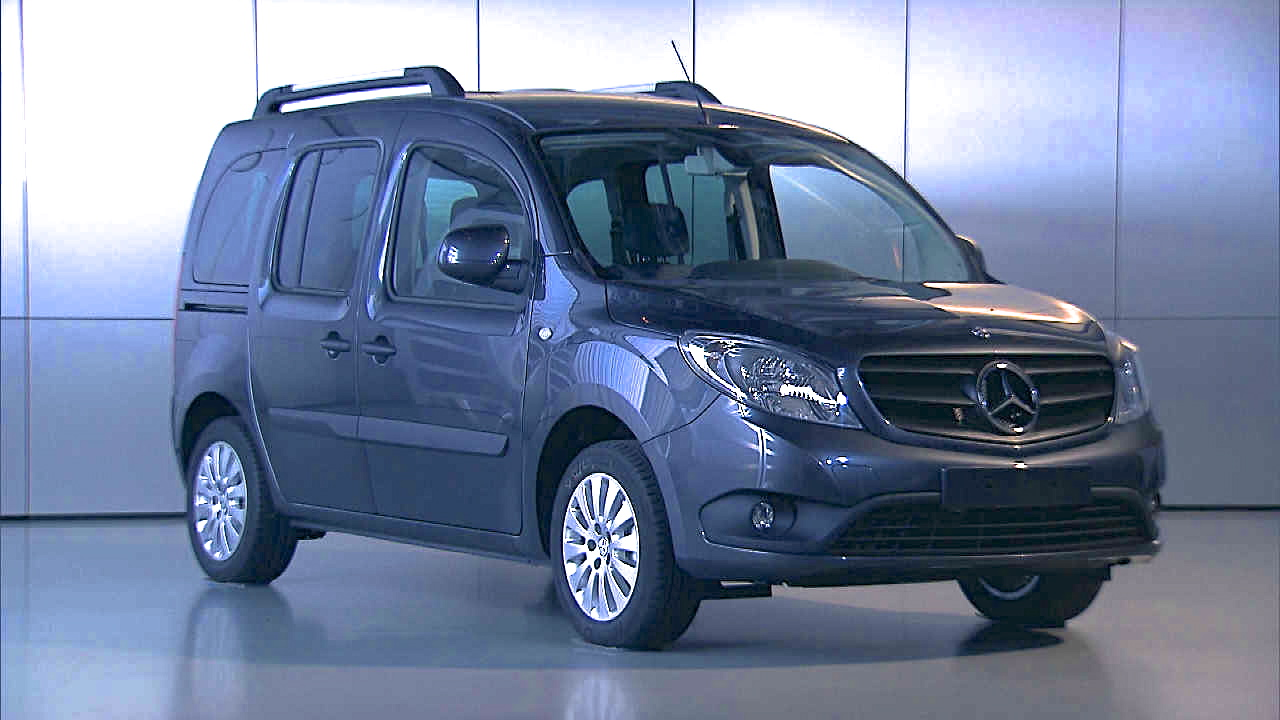
Mercedes-Benz Citan Traveliner

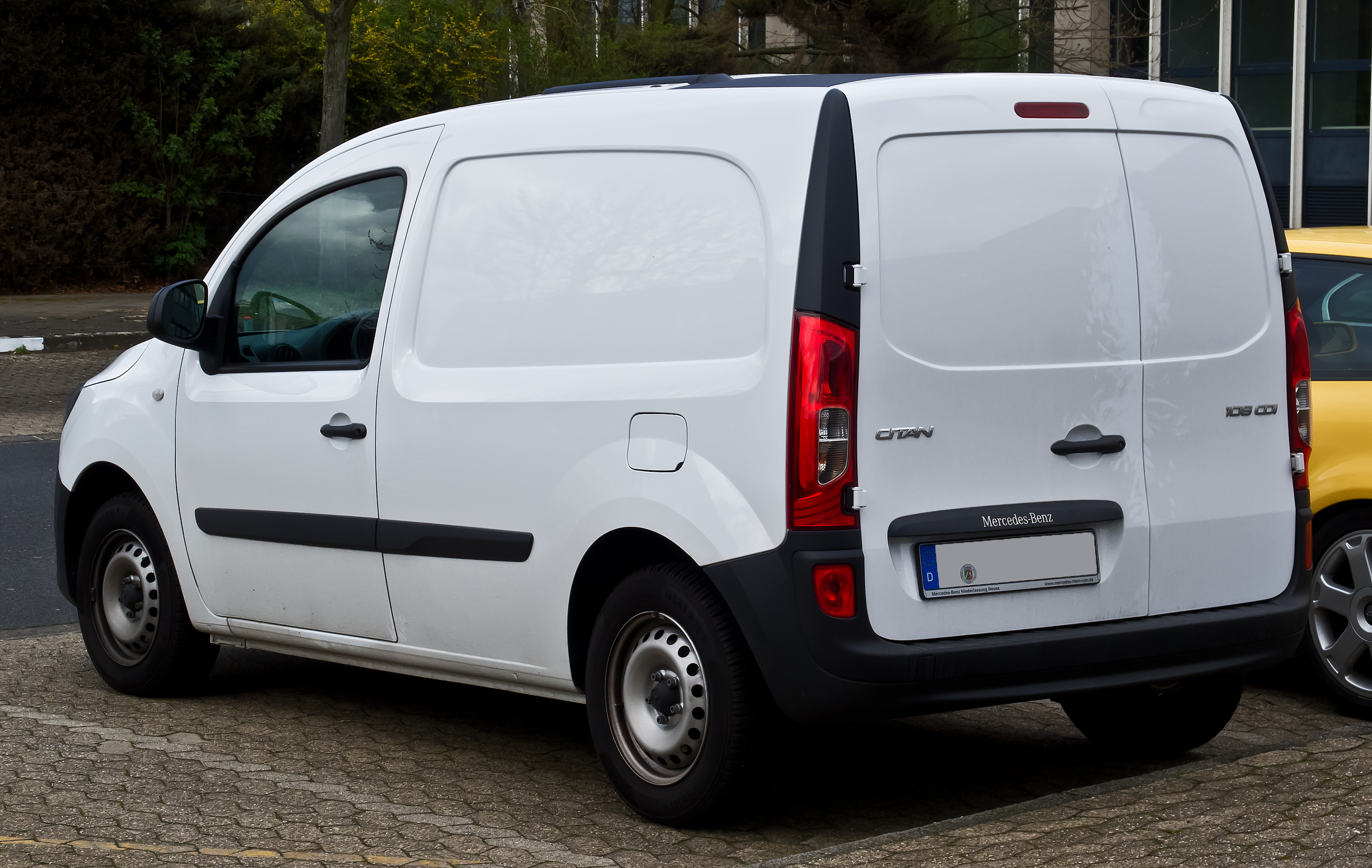
Citan de trabajo

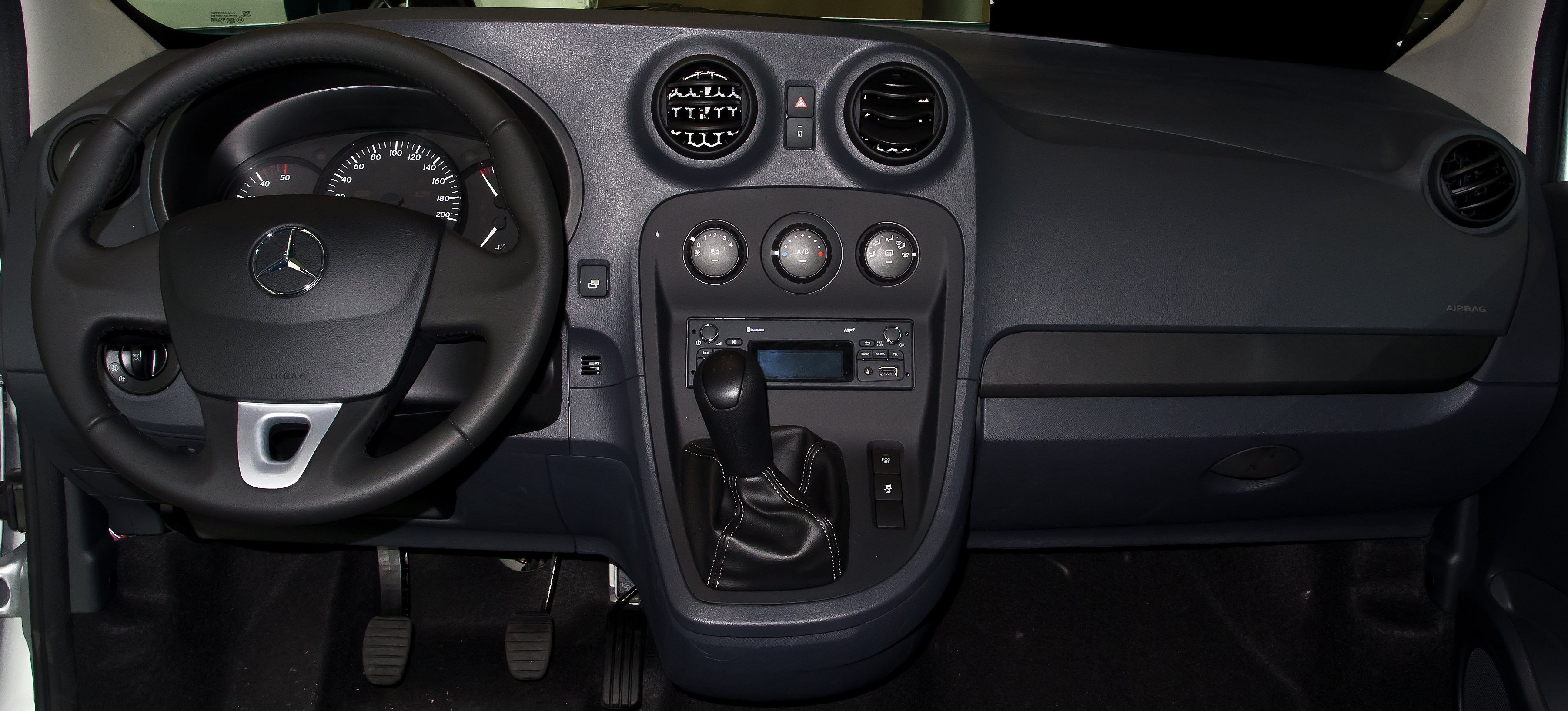
Interior de la Citan

La Citan está disponible en 3 versiones: furgón (3'94m), combi (4'32m) y mixta (4'71m). Y además hay 3 carrocerías: de trabajo, Dualiner y Traveliner, la carrocería de trabajo tiene 2 asientos, mientras que las otras dos son de 5 asientos.

## Datos técnicos
La Citan dispone de tres motorizaciones diferentes, el 108 CDI con una potencia de 55kW (75CV), el 109 CDI con una potencia de 66kW (90CV) y el 111CDI con una potencia de 81kW (110CV).Todos los motores se suministran con el sistema de reducción de emisiones BlueEfficiency.

### Seguridad
La Citan Traveliner ha recibido 4 estrellas en las pruebas de seguridad de Euro NCAP. La Mercedes-Benz CITAN Kombi realizó pruebas en Euro NCAP en abril de 2013 y recibió 3 estrellas.
Mercedes-Benz dijo que mejoraría la seguridad del vehículo, en especial el despliegue del airbag y la instalación de seguridad para niños; además decidieron mejorar los cinturones de pasajeros, haciendo que cumplan la normativa de Euro NCAP. Se repitieron las pruebas varias veces para afianzar los cambios realizados por Mercedes-Benz sobre la Kangoo. El rendimiento del vehículo no se vio muy influenciado por los cambios y las pruebas arrojaron unos resultados superiores a los del producto de Renault.
| Euro NCAP        | Valoración    |
| ---------------- | ------------- |
| Ocupante adulto: | 3/5 estrellas |
| Peatón:          | 5/4 estrellas |

## Mercado
En 2012, Mercedes-Benz realizó una campaña de mercado para la Citan, con la colaboración de Richard Dean Anderson como el famoso personaje de televisión MacGyver. La serie de cortos, titulada MacGyver y la nueva Citan, está disponible en la web oficial de la Citan desde el 18 de septiembre de 2012. Los episodios de la serie se rodaron en Johannesburgo, en julio de 2012.

## Segunda generación (2022-presente)
La segunda generación fue presentada en 2021 y se puso a la venta en 2022. Es similar al Renault Kangoo de tercera generación.